# Gå ud og gå en tur
"Gå ud og gå en tur" er en dansk sang lanceret i filmen Mød mig på Cassiopeia fra 1951. Sangen har tekst af Børge Müller og musik af Kai Normann Andersen og blev i filmen sunget af Ellen Gottschalch.

## Sangteksten
I filmen spiller Ellen Gottschalch Rosa Ellis, der er en livlig tante til den ene af filmens hovedpersoner, flyverløjtnanten Harry. Da overguden Zeus kommer til jorden for at få styr på sin datter, musen Polyhymnia, lægger Rosa an på ham. På et tidspunkt afholdes et kostumebal, hvor de to hygger sig sammen, men Rosa synes åbenbart, at festen er lidt tam, så hun kaster sig sig ud i sangen, idet hun forsøger at få alle med.
Sangen består af to ganske lange vers, hvori man kan genfinde mindre firelinjers fragmenter, der i nogle tilfælde indledes med titelordene, men også findes i variationer som 'Gå to og to og to' og 'Gå fremad uforsagt'.
Teksten er en boblende munter sang om, at udnytte natten, få noget god motion og måske en lille flirt. Ordet 'gå' gentages adskillige gange sammen med lignende ord, også mere pjankede som 'fusserne' og 'gakgakkerne' (i betydningen 'benene').

## Melodi
Kai Normann Andersens melodi er holdt i en munter firdelt takt. Der er indlagt eksotiske elementer (rumba-rytmer) for yderligere at understrege sangens placering i det muntre selskab.
Melodien til "Gå ud og gå en tur" er en af de 12 Andersen-sange, der kom med i kulturkanonen.

## Andre versioner
"Gå ud og gå en tur" hører til de Kai Normann Andersen-numre, der ikke er udgivet i mange nyere versioner, men der findes et par instrumentalindspilninger af det, bl.a. med Finn Ziegler på vibrafon og violin på Andersen, Nielsen og den ukendte (1994) samt med trompetisten Per Nielsen på albummet Danske toner (2009).